# أناستازيا بابوروفا
أناستاسيا إدواردوفنا بابوروفا (الأوكرانية: Анастасия Едуардивна Богурова ؛ 30 نوفمبر 1983 ، سيفاستوبول - 19 يناير 2009 ، موسكو) صحفية روسية وناشطة مناهضة للفاشية، تم قتلها في وسط موسكو مع محامي حقوق الإنسان ستانيسلاف ماركيلوف لأسباب سياسية. كانت عضوًا في حركة العمل المستقل، وقامت بالتحقيق في أنشطة الجماعات النازية الجديدة.